# 26057 Ankaios
A 26057 Ankaios (ideiglenes jelöléssel 4742 T-2) egy kisbolygó a Naprendszerben. Cornelis Johannes van Houten,  Ingrid van Houten-Groeneveld és Tom Gehrels fedezte fel 1973. szeptember 30-án.
Nevét a görög mitológiai alakról, Lükorgosz fiáról, Ankaioszról kapta.